# Wetten van de grote aantallen

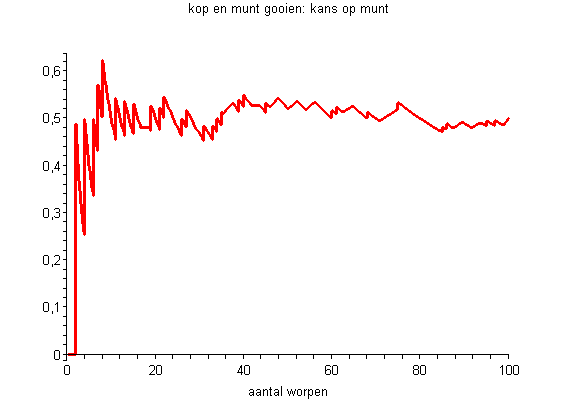

Onder een wet van grote aantallen wordt in de kansrekening een regel verstaan die een uitspraak doet over het gedrag van het gemiddelde van een rij stochastische variabelen bij toenemende omvang van de rij. Er bestaan verschillende vormen van zo'n wet. Zo is er een experimentele, een zwakke en een sterke wet van de grote aantallen. De diverse formuleringen van de wet en de specifieke randvoorwaarden beschrijven deze convergentie.  
De eerste bekende vermelding van deze materie werd in 1713 door de Zwitser Jakob Bernoulli opgetekend. De Fransman Siméon Poisson heeft na hem de wetten verder geannoteerd en uitgewerkt.
In de statistiek zeggen wetten van grote aantallen dat het gemiddelde van een aselecte steekproef, het steekproefgemiddelde uit een populatie, met hoge waarschijnlijkheid weinig verschilt van het gemiddelde van de populatie. 
Indien de stochastische variabelen een eindige variantie hebben, scherpt de centrale limietstelling ons begrip van de convergentie van het gemiddelde verder aan door uitspraken te doen over de kansverdeling van het gemiddelde van de stochastische variabelen. Ongeacht de onderliggende verdeling van deze variabelen, convergeert de kansverdeling van dit gemiddelde naar een normale verdeling.

## Experimentele wet
De experimentele wet van de grote aantallen vormt de basis voor de frequentistische opvatting van het begrip kans. Deze wet is de experimentele vaststelling dat in kansexperimenten de relatieve frequentie van een gebeurtenis op de lange duur naar een limiet lijkt te convergeren. Zo zien we dat bij herhaald werpen met een dobbelsteen de relatieve frequentie {\displaystyle f_{n}(6)} van de uitkomst 6, dus het quotiënt van het  aantal keren dat 6 is gegooid en het totaal aantal worpen, op de lange duur dicht in de buurt van de waarde 1/6 komt te liggen. We zouden kunnen schrijven:
{\displaystyle f_{n}(6)\to 1/6}
waarbij we moeten bedenken dat de pijl alleen een experimentele vaststelling is.
In de theorie die met de experimentele wet als model wordt opgezet, kan een theoretische, 'zwakke' wet van de grote aantallen worden afgeleid. Deze wet luidt voor het bovenstaande voorbeeld:
{\displaystyle f_{n}(6)\to P(6)=1/6}
waarin de pijl nu een gedefinieerde limiet in kans voorstelt, dat voor iedere {\displaystyle \varepsilon >0}:
{\displaystyle \lim _{n\to \infty }P(|f_{n}(6)-P(6)|>\varepsilon )=0}

## Zwakke wet
De zwakke wet van de grote aantallen stelt dat van een oneindige rij ongecorreleerde, de correlatie tussen elk tweetal uit de rij is nul, stochastische variabelen {\displaystyle X_{1},X_{2},X_{3},\ldots } die alle dezelfde verwachtingswaarde {\displaystyle \mu } en dezelfde eindige variantie {\displaystyle \sigma ^{2}} hebben, het gemiddelde
{\displaystyle {\overline {X}}_{n}={\tfrac {1}{n}}(X_{1}+\ldots +X_{n})}
in waarschijnlijkheid convergeert naar {\displaystyle \mu }. Dit houdt in dat voor ieder positief getal {\displaystyle \varepsilon }, hoe klein ook, geldt dat
{\displaystyle \lim _{n\to \infty }P\left(\left|{\overline {X}}_{n}-\mu \right|>\varepsilon \right)=0}
De ongelijkheid van Chebyshev wordt gebruikt om dit te bewijzen.

## Sterke wet
De sterke wet van de grote aantallen stelt dat van een oneindige rij onderling onafhankelijke en identiek verdeelde stochastische variabelen {\displaystyle X_{1},X_{2},X_{3},\ldots } met verwachtingswaarde {\displaystyle \mu } en {\displaystyle \operatorname {E} (|X_{1}|)<\infty }, het gemiddelde met kans 1 convergeert naar {\displaystyle \mu }. Dit houdt in dat:
{\displaystyle P\left(\lim _{n\to \infty }{\overline {X}}_{n}=\mu \right)=1}
Deze wet rechtvaardigt de intuïtieve interpretatie van de verwachtingswaarde van een stochastische variabele, maar alleen voor de lebesgue-integratie als het lange-termijngemiddelde bij herhaald uitvoeren van het kansexperiment.